# Ian McCartney
Ian McCartney (né le 25 avril 1951) est un homme politique travailliste britannique qui est député de Makerfield de 1987 à 2010. McCartney sert dans le cabinet de Tony Blair de 2003 à 2007, date à laquelle Gordon Brown devient Premier ministre. Il est nommé Knight Bachelor dans la liste des honneurs de dissolution de 2010.

## Jeunesse
Il est né à Lennoxtown, Stirlingshire, fils du député travailliste pour East Dunbartonshire Hugh McCartney (en) et sa femme, Margaret, une syndicaliste. McCartney a deux sœurs, Irene et Margaret.
Formé à l'Académie Lenzie il quitte l'école à l'âge de 15 ans sans aucune qualification. Il mène une grève des garçons de papier à l'âge de quinze ans et occupe un certain nombre d'emplois après avoir quitté l'école, notamment marin, ouvrier du gouvernement local et ouvrier de cuisine. Il est conseiller du quartier Abram à Wigan de 1982 à 1987.

## Carrière parlementaire
McCartney est élu député de Makerfield après les élections générales de 1987. Il est l'un des fondateurs du groupe parlementaire multipartite du rugby la même année et en est le premier président. Il occupe un certain nombre de postes pendant la période travailliste dans l'opposition et est à plusieurs reprises porte-parole sur la santé, l'emploi, l'éducation et les services sociaux. En 1994, il dirige la campagne couronnée de succès de John Prescott pour devenir le chef adjoint du Labour. McCartney est l'un des députés les plus petits, mesurant cinq pieds et un pouce. Il se décrit sur son papier à lettres parlementaire comme le "député socialiste de Makerfield".
Le 23 mai 2009, McCartney annonce qu'il ne se présenterait pas aux élections générales de 2010 en raison d'une mauvaise santé,.

### Carrière ministérielle
McCartney est nommé ministre d'État à la Compétitivité au ministère du Commerce et de l'Industrie (DTI) à la suite des élections générales de 1997 lorsque les travaillistes arrivent au pouvoir. Pendant son séjour au DTI, il propose la loi de 1998 sur la concurrence par le biais de la Chambre des communes et présente un ensemble majeur de nouveaux droits en matière d'emploi. En tant qu'ancien travailleur faiblement rémunéré qui a été licencié après avoir demandé une augmentation de salaire après avoir eu un enfant, McCartney décrit plus tard le salaire minimum comme très important pour lui, affirmant qu'il serait «mort dans le fossé» pour cela. Pendant cette période, il est également responsable des relations de travail, de la poste, du droit des sociétés et des investissements étrangers.
Il est nommé ministre d'État au Cabinet Office en 1999, où il est responsable de la modernisation du gouvernement et de l'administration électronique. Au cours de cette année, son fils accro à la drogue, Hugh McCartney, est mort d'une overdose d'héroïne dans un immeuble de Glasgow. En 2001, McCartney devient ministre d'État aux Pensions au ministère du Travail et des Pensions, et il est promu au Cabinet en tant que ministre sans portefeuille et président du parti en avril 2003.
Entre octobre 2004 et octobre 2005, il est président du Parti travailliste à deux titres - en tant que président du parti (nommé par le chef du parti) avec un siège au Cabinet et en tant que président du Comité exécutif national (élu par les membres du NEC). Il est également président du Forum politique national du parti, qui formule la politique du parti travailliste.
Il travaille pour faire du rôle de président du parti une voix pour les membres du parti travailliste au sein du gouvernement travailliste. En tant qu'architecte de l'Accord de Warwick par le Labour's National Policy Forum, il joue un rôle clé dans la coordination du manifeste électoral pour la campagne électorale du troisième mandat du Labour. En 2006, il prend un congé de trois mois après un Pontage coronarien et parle publiquement de son combat pour perdre du poids pour le bien de sa santé. Son retour en politique est marqué par son discours à la conférence de printemps 2006 du Parti travailliste à Blackpool dans lequel il verse une larme en célébrant les 100 ans du Parti travailliste parlementaire. Il revient au gouvernement en tant que ministre d'État au Commerce en mai 2006, assistant au Cabinet mais n'y votant pas, mais démissionne en 2007 lorsque Gordon Brown devient Premier ministre.
Depuis octobre 2007, McCartney travaille avec la société de construction, d'ingénierie et d'énergie nucléaire Fluor, en leur fournissant des conseils en matière de politiques de lutte contre la corruption et d'éthique des affaires; les questions politiques, économiques, environnementales et réglementaires; et les relations extérieures, notamment le travail avec les syndicats. Après que les détails de cette position aient été publiés dans The Independent, McCartney déclare sans équivoque qu'il n'a personnellement reçu aucune rémunération pour ce poste, utilisant plutôt une partie des honoraires pour employer à la Chambre des communes une personne de sa circonscription de Makerfield. Le reste est utilisé pour soutenir la Women's Interlink Foundation,,, une organisation caritative basée en Inde qui sauve les enfants des rues et les femmes défavorisées qui sont exposés à la pauvreté et parfois au risque de viol et de meurtre, leur fournissant eau potable propre, traitements de santé, logement et éducation.
En août 2008, après avoir admis que certaines de ses réclamations pour meubler sa résidence secondaire étaient «inappropriées», McCartney rembourse 15 000 £ de dépenses réclamées, entre autres, une table à manger, un service de table de 18 pièces et des verres à champagne,.
En mai 2009, après avoir démissionné en raison de problèmes de santé, McCartney déclare que sa famille l'a exhorté à démissionner à la suite d'une nouvelle crise cardiaque après son pontage cardiaque en 2005, et qu'il est également traité pour une Hernie discale et qu'il devait peut-être subir une nouvelle intervention chirurgicale .
McCartney est président de Healthwatch Wigan, démissionnant de son poste en 2016.

## Vie privée
Il épouse Jean Murray, avec qui il a son fils Hugh et ses filles Yvonne et Karen, et ont ensuite divorcé. Hugh est décédé à l'âge de 23 ans d'une overdose de drogue en 1999 dans son appartement de Parkhead .
Hugh, connu sous le nom de "Shug", a lutté contre la toxicomanie depuis son adolescence. Récemment sorti de prison, il avait tenté de briser son addiction. En 2002, McCartney accorde une interview au Sunday Herald pour discuter des expériences de son fils dans le système judiciaire et de la façon dont McCartney croyait que «la façon dont nous traitons les toxicomanes a condamné son fils à mort» . 
La deuxième et actuelle épouse de McCartney est Ann Kevan Parkes, qu'il épouse en 1988,.